# Nido di serpenti
Nido di serpenti (Ninho da serpente) è una telenovela brasiliana in 119 puntate, sceneggiata da Jorge Andrade e prodotta da Rede Bandeirantes nel 1982. Il cast comprende, tra gli altri, Kito Junqueira, Othon Bastos, Eliane Giardini, Giuseppe Oristanio, Raymundo de Souza, Cleyde Yaconis, Beatriz Segall, Laura Cardoso e, nella sua unica prova in una telenovela, Denise Stoklos.
In Italia la serie è stata trasmessa per la prima volta da diverse tv regionali. Su Antenna Sicilia era in onda già nel 1986. Nei primi anni 90  venne riproposta da Rete A: si tratta di una delle rare telenovelas brasiliane diffuse da quest'emittente (se si esclude la parentesi di Cara a cara nel 1984), che aveva sempre puntato sulle produzioni televisive messicane. In seguito fu replicata su altre reti locali con un nuovo titolo, Parenti terribili.
La sigla di apertura  nella versione originale è il brano strumentale Yosaku del compositore giapponese Kiminori Nanasawa, abbinata a una serie di immagini della villa - un edificio su più piani - dove si svolge la storia. Già questo anticipa la trama misteriosa e a tratti inquietante della novela. Nella versione italiana è stata usata una sigla strumentale diversa. Il logo della novela riproduce fedelmente la scala a chiocciola della villa, che ricorda un nido di serpenti. 